# Držková
Držková je obec ležící v severovýchodní části okresu Zlín v Hostýnských vrších. Žije zde 364 obyvatel. V katastru pramení říčka Dřevnice. Obec je součástí regionu Moravské Valašsko.
Součástí obce jsou také osady a samoty Bílý Kopeček, Ráztoka, U Paseků, Salajka, U Brány, Hutě, Nová Cesta, Dolinky, Májová, Nivky, U Malinů, Lhoty, U Nevolů, U Slováků, U Olšáků, Košařiska, U Olšáků, Na Lučkách, Kotáry a U Češků.

## Název
Jméno vsi znělo původně Držkova (tj. ves) a šlo o přivlastňovací přídavné jméno k osobnímu jménu Držek (což byla domácká podoba jmen Držislav, Držkraj). Zakončení změněno na -ová podle jmen jiných vsí v širším okolí. Neznalostí základu se v lidovém pojetí jméno vesnice propojilo s obecným dršťky a vznikl tvar Dršťková poprvé doložený v polovině 16. století a užívaný do začátku 20. století.

## Historie
První zmínka o obci z roku 1391 se nachází v moravských zemských deskách (cúda olomoucká). Obec tehdy byla poddanskou vsí (lhotou, pasekou), patřící k panství pánů na Lukově. První písemná zmínka vypovídá, že Ježek ze Šternberka, jinak z Lukova, zapsal Bolce, manželce jakéhosi Štěpánka právem věnným 80 hřiven na Dolní a Horní Držkové s vyloučením lesů. Věno přijal její bratr Bohuška ze Sazovic. V té době tu tedy existovaly osady dvě: Horní a Dolní Držková. Roku 1446 je tu ještě zmiňována třetí osada Zdislavov, v místech nynějších Pasek. Po roce 1466 je už zmiňována jen jedna obec. Horní Držková zanikla (roku 1437) pravděpodobně v důsledku požáru. Podle pověsti se Horní Držková propadla do země. I Zdislavina Lhota (Zdislavov) je naposledy zmiňována roku 1516, prý tam ale stával kostelík i s hřbitovem.
Obec v minulosti proslula podomáckou výrobou všemožných dřevěných výrobků (troky, lopaty, hrábě, kosiska, topora, nábytek, dětské hračky atd.). Vyrábělo se také tu dřevěné uhlí pálením milířů. Ve střední a severní části obce je doložena také salašnická činnost.

## Muzeum

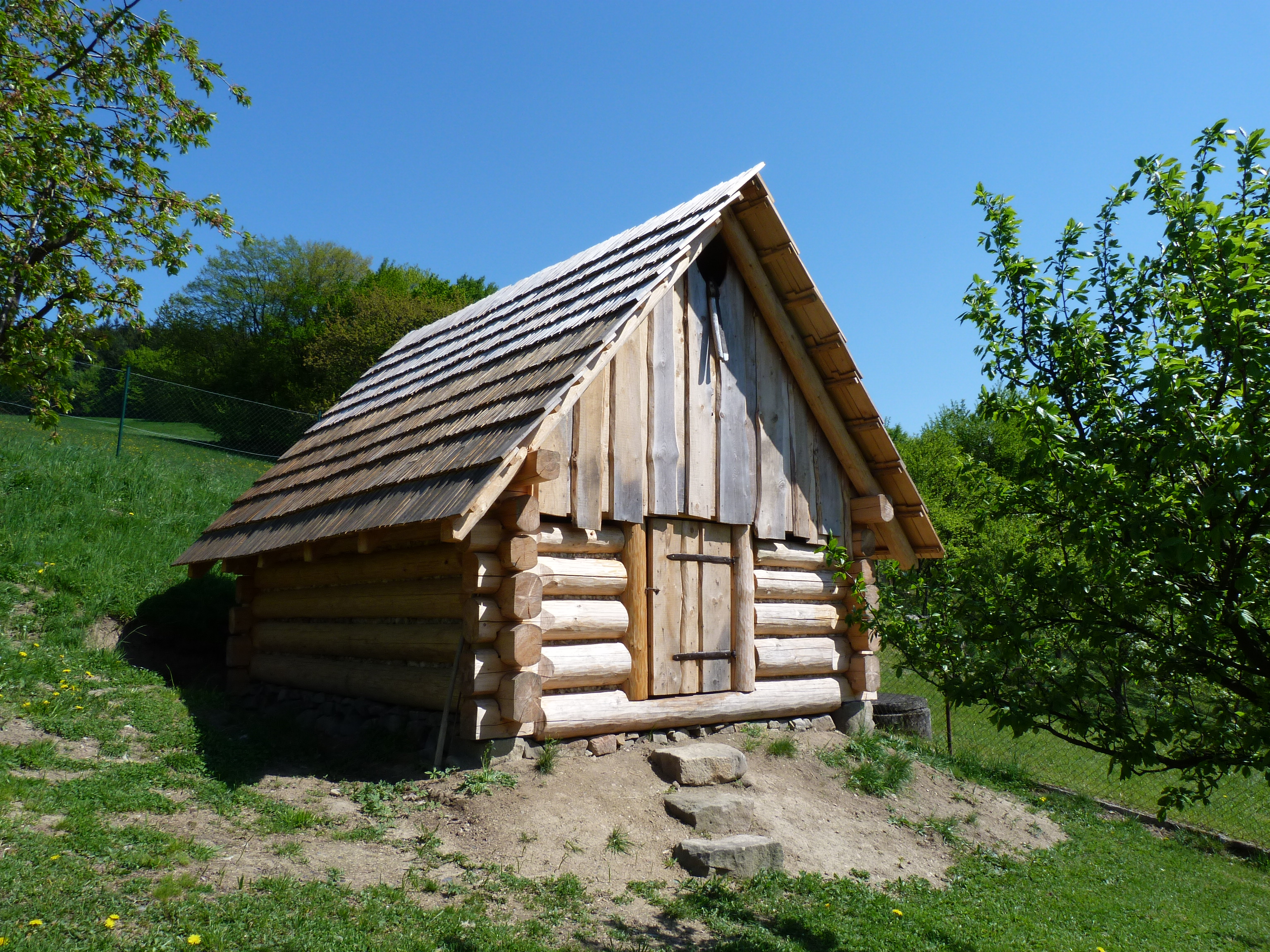
Salašnická koliba Muzea dřevěného porculánu

V roce 2011 bylo v obci otevřeno Muzeum dřevěného porculánu. Toto soukromé muzeum zachycuje historii obce Držková a především dříve hojně provozovanou podomáckou výrobu dřevěného nářadí a náčiní, lidově též zvanou dřevěninu či dřevěný porculán. Dřevo hrálo v dřívějších dobách zásadní roli v životě držkovských občanů. V kraji, kde je „konec chleba a začátek kameňa“, neposkytovala chudá políčka, posetá balvany, výživu ani pasekářům, natož lidem z vlastní obce. Proto, oč Držkovjany připravila chudá pole, to jim musely vynahradit hory. Vyrábělo se zde nepřeberné množství výrobků, které našly upotřebení mnohdy daleko od místa svého vzniku. Expozice umístěná v kopii salašnické stavby – kolibě obsahuje originální nástroje i hotové výrobky, které svědčí o důmyslnosti a zručnosti těchto podomáckých výrobců.
K dalším stavbám muzea patří i kopie roubené zvonice z Vlčkové a soubor včelích úlů – klátů.

### Zvonice
Na návsi u Dědinského potoka stávala valašská zvonice z 18. století. Byl v ní i 48 kg těžký zvon, který byl však v průběhu první světové války zrekvírován. Zvonice byla v 70. letech pro svůj špatný stav a z důvodu uvolnění místa pro rozšíření silnice stržena. Roku 1999 byla podle starých nákresů postavena replika staré zvonice, která se nachází v blízkosti místa, kde stávala zvonice původní.

## Osobnosti
Obec udělila v roce 2014 čestné občanství etnografu a národopisci Karlu Pavlištíkovi.

## Galerie

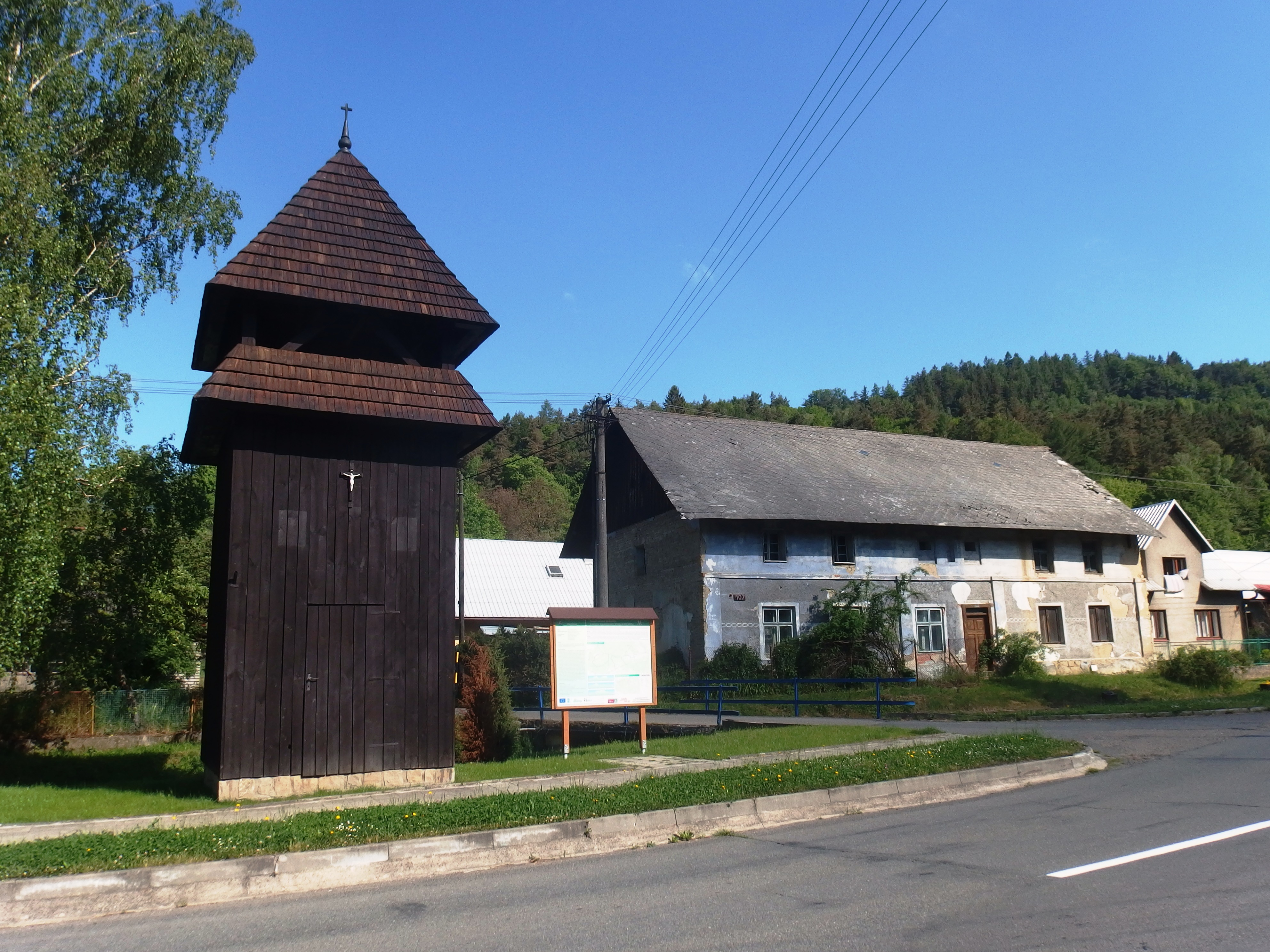
Replika staré zvonice
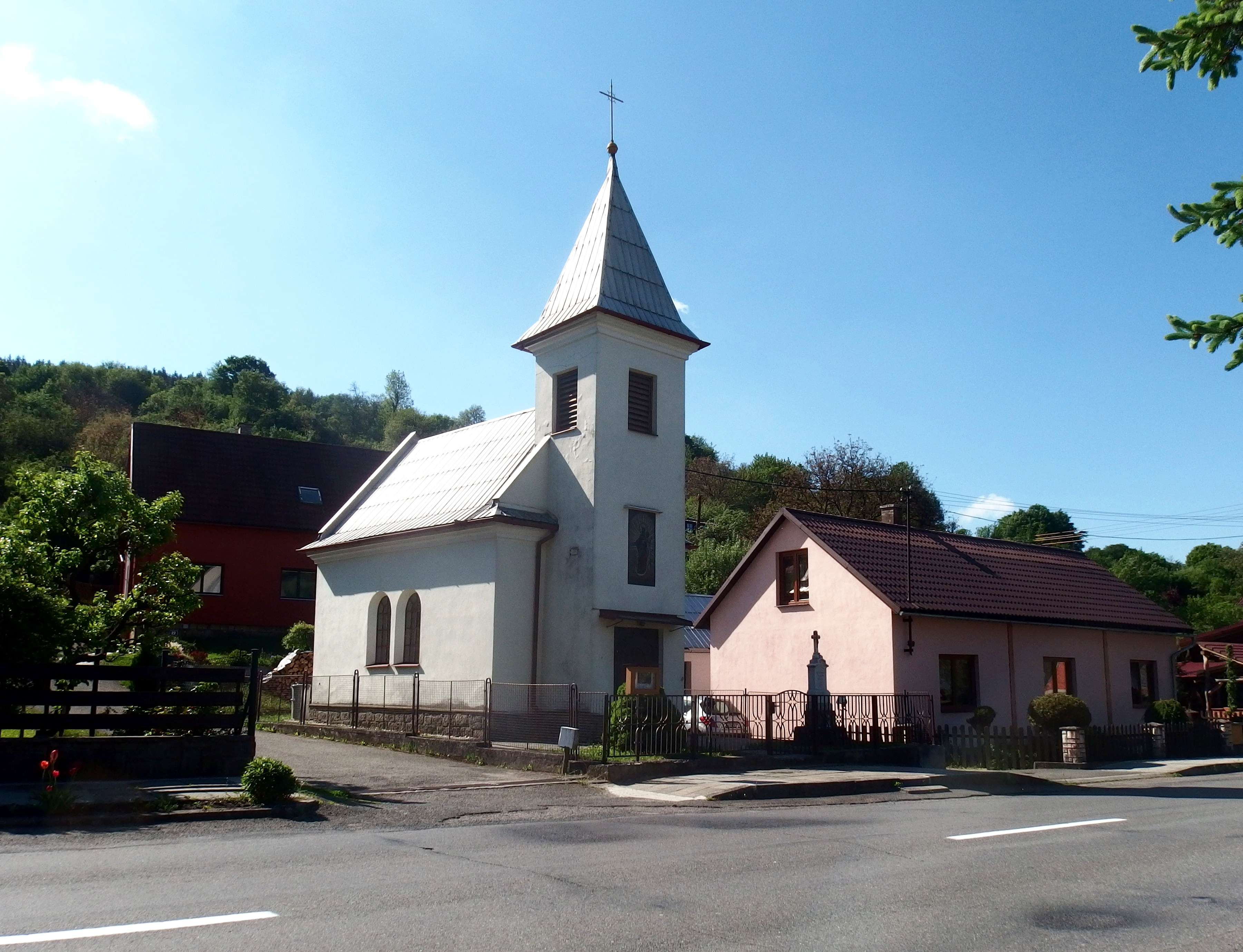
Kaple
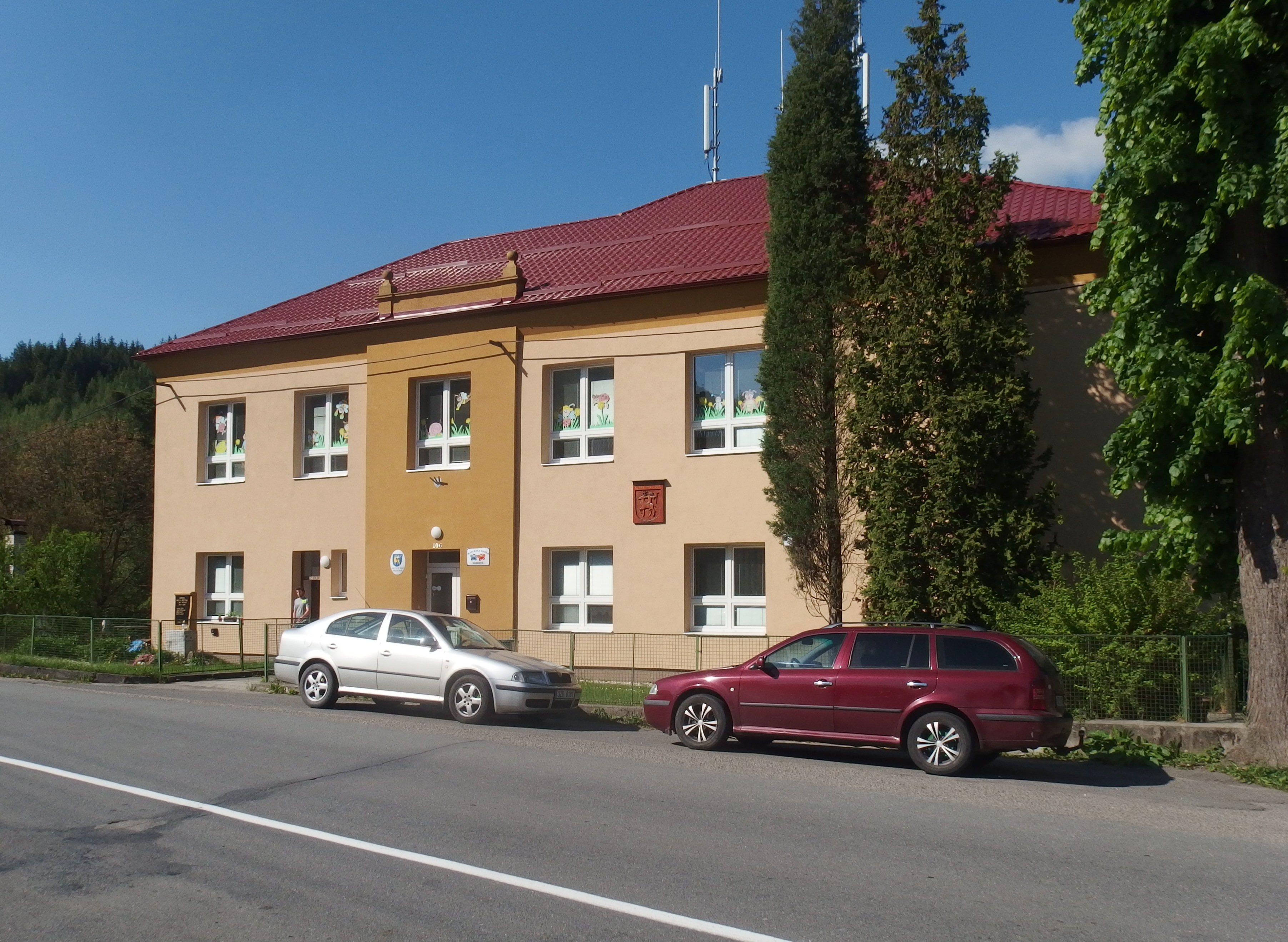
Obecní úřad
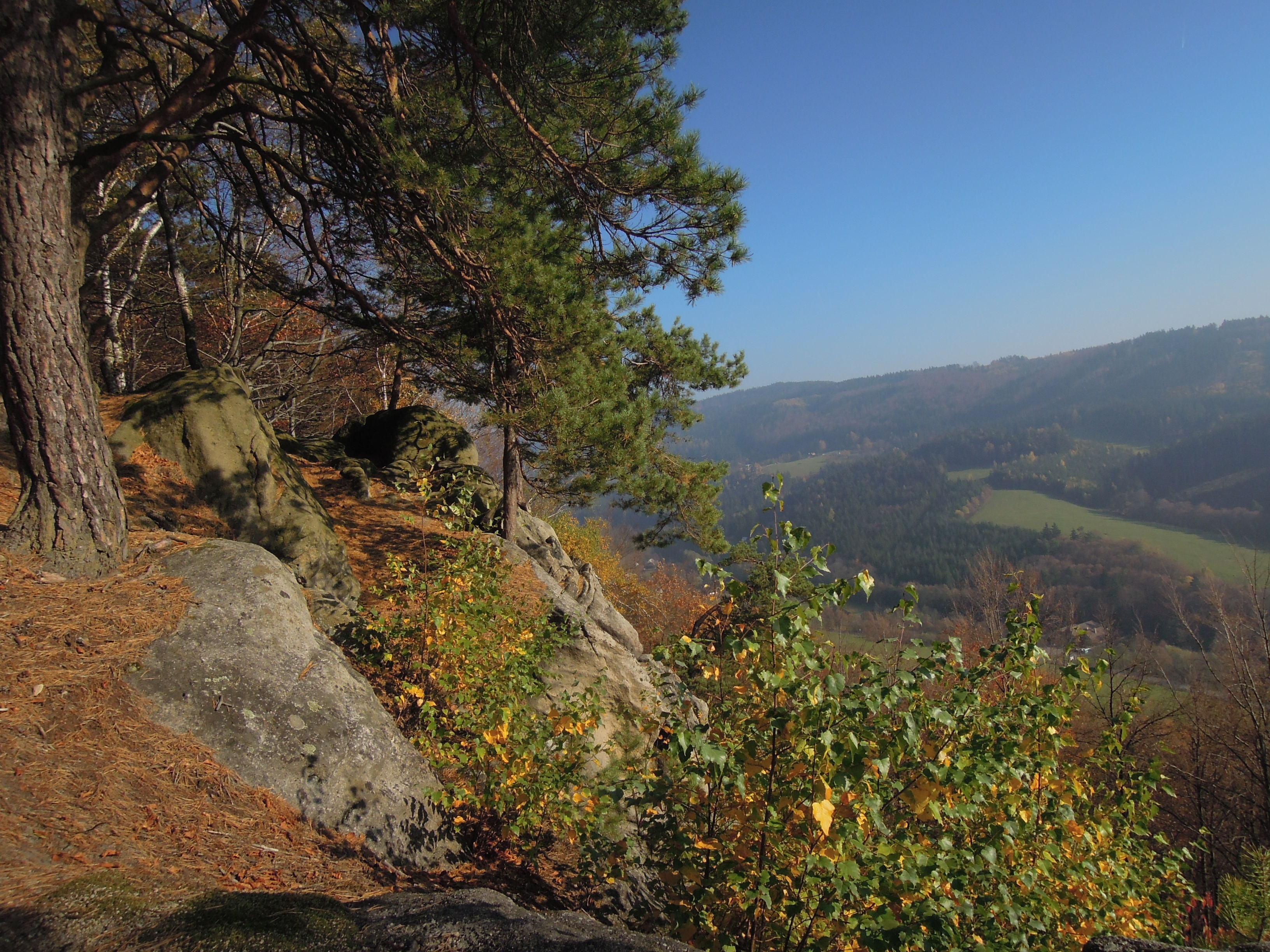
Přírodní památka Skály

### Podobné názvy
- Držkov